# Fronte di Liberazione Nazionale (Grecia)
Il Fronte di Liberazione Nazionale (in greco: Ethniko Apeleftherotiko Metopo – E.A.M.), è stato un movimento clandestino fondato ad Atene il 27 settembre del 1941 su iniziativa del Partito Comunista di Grecia (K.K.E.).
Lo scopo del movimento fu di organizzare nel Paese una rete di resistenza contro le forze di occupazione tedesche, italiane e bulgare. Comandante dell'E.A.M. fu il leggendario quanto discusso personaggio di Athanasios Klàras (in greco: Αθανάσιος Κλάρας) noto con il suo soprannome Aris Velouchiòtis (in greco: Άρης Βελουχιώτης).

## Storia
Il Fronte nel 12 febbraio 1942 istituì l'Esercito popolare greco di liberazione (Ellinikós Laïkós Apeleftherotikós Stratós – E.L.A.S.) e tra le sue file comprendeva socialisti, radicali e democratici. L'E.L.A.S., braccio armato dell'E.A.M., nel estate del 1943 costituiva un vero e proprio esercito di 20.000 uomini e, negli anni dell'occupazione nazifascista della Grecia (1941-1944), insieme all'Unione Nazionale Greca Democratica (Ethnikòs Dimokratikòs Ellinikòs Syndesmos – E.D.E.S) furono le organizzazioni di resistenza più forti e attive della Grecia.
L'E.A.M. nel marzo del 1944, durante la ritirata dell'esercito tedesco dalla Grecia, controllava la maggior parte del territorio nazionale. Con l'istituzione di un governo provvisorio e il suo supporto nel territorio arrivò ad un numero di sostenitori pari a due milioni, su una popolazione di sette milioni di abitanti.
L'E.A.M. avrebbe dovuto disarmarsi l'11 gennaio 1945 secondo l'Accordo di Varkiza, sottoscritto dai suoi dirigenti e dal governo di Geōrgios Papandreou. L'incontro a Varkiza fu organizzato in seguito agli scontri armati nel centro di Atene (Dekemvrianà) tra l'E.L.A.S. e le forze inglesi, arrivate in Grecia contemporaneamente al rientro dall'esilio del governo ellenico.